# Halmaheramys bokimekot
Halmaheramys bokimekot – endemiczny gatunek gryzonia z rodziny myszowatych. Występuje w górzystym regionie Boki Mekot na wyspie Halmahera w Indonezji. Jest jednym z dwóch (obok Halmaheramys wallacei) przedstawicieli rodzaju Halmaheramys i gatunkiem typowym tego rodzaju. Gatunek został po raz pierwszy opisany naukowo w 2013 roku na łamach „Zoological Journal of the Linnean Society”.

## Morfologia
Gryzoń ten ma brązowoszary grzbiet ze sztywnymi, szczeciniastymi włosami i szarobiały brzuch. Charakterystyczny dla tego gatunku jest biały czubek ogona. Samice posiadają trzy pary sutków.

## Zasięg występowania i środowisko
Halmahera leży na wschód od Linii Wallace’a i większość gatunków tej wyspy wywodzi się z wschodniej części Archipelagu Malajskiego. Analiza genetyczna Halmaheramys bokimekot wskazuje jednak, że jego przodkowie wywodzą się z zachodu.
Obszar występowania tego gryzonia jest zagrożony w związku z górnictwem i wylesianiem.

## Zachowanie
Prowadzi naziemny tryb życia.